# Saraswatichandra
Saraswatichandra  är en indiska TV-serie som sändes på Star Plus från 25 februari 2013 till 20 september 2014.

## Rollista (i urval)
- Gautam Rode - Saraswatichandra Vyas
- Jennifer Winget - Kumud Sundari Saraswatichandra Vyas (Desai)
- Varun Kapoor - Danny Vyas
- Shiny Doshi - Kusum Danny Vyas (Desai)
- Ashish Kapoor - Kabir Laxminandan Vyas
- Srishty Rode - Anushka Kabir Vyas